# Gmail
是Google公司在2004年4月1日发布的免费电子邮件服务。在最初推出時，Gmail新用户需要獲得现有用户的电子邮件邀请。2007年2月7日，Google宣布將的注册完全开放。2009年7月7日，Gmail正式取消标志，在推出5年多后转为正式版本。2018年10月26日，Gmail活跃用户达到15亿，是世界上最大的电子邮件服务。

2013年—2020年的Gmail徽標

Gmail最初推出時有1GB的儲存空間，大大提高了当时免費信箱容量的標準。目前用戶可以享有15GB的免費容量（这15GB容量与Google云端硬盘共用），并且可以通过付费获取更多空间。

## 特色

### 儲存空間
2004年4月1日，Gmail于最初推出时提供1GB的儲存空間，与當時其他受欢迎的Webmail服务如雅虎的雅虎郵箱（4MB）、微软的Hotmail（2MB）相比儲存空間多出过百倍，在免費電子信箱市場上引起震撼，竞争对手紛紛仿效Gmail而開始提高郵件的儲存空間。由於Gmail推出的時間正逢西方的愚人節，當時被許多人误認為是一個愚人節笑話。
2005年4月1日，容量加为2GB，並且開始隨著時間增加儲存空間。Google宣佈將會“持續提供使用者更多的儲存空間”。
2007年10月12日，Google開始加速增加儲存空間。當時是以每天25MB左右的速度增加，後來容量增加的速度變慢了，当时大约是0.000004 MB/s，相当于0.0144 MB/h，而在2012年4月25日容量從7.5GB增加至10GB。至今儲存空間已固定在15GB，另外可以每年付費23.88美元來租用100GB的容量，付費119.88美元取得1TB的空間，付費1199.88美元取得10TB的空間，付費2399.88美元取得20TB的空間，付費3599.88美元取得30TB的空間。通过付费获取的空間可以和Google相册以及Google文件一起共享。

### 附件
在Gmail的Web页面中下载邮件中的多个附件时，用户可以选择将所有附件压缩为一个ZIP文件下载。目前網頁版已支援使用拖曳方式加入附件。
最初Gmail声称仅支持最大10MB的邮件，但随后用户发现可以上传总量超过15MB甚至更大的附件。2009年6月，Gmail将支持的最大邮件提升到25MB。2012年12月，Gmail整合Google Drive附件夾檔，最大附件提升到10GB。

### 支持全程SSL加密安全连接
Gmail可以讓Web用户在登入和使用Gmail的整个连接过程全部为HTTPS协议加密传输。
用客户端软件POP3或者IMAP协议存取Gmail，如Outlook Express、Foxmail、Entourage、Eudora、Netscape Mail、Mozilla等也可设置为SSL安全连接。
相比之下，大多数免费邮件服务器不提供，或者只在用户身份认证时才提供SSL连接。
从2008年中开始，谷歌信箱默认打开使用加密链接。用户也可以在用户设定中一般设定标签底部打开“总是使用HTTPS协议”选项。

### 標籤取代传统的资料夹
Gmail其中一個最大特色為，有称之为「標籤」（labels）的分类制度，以取代资料夹。每封邮件可以有无限个標籤属性，而不是只能属于一个资料夹。标签还以使用上下拖动的方式整理顺序。

### 使用界面
Gmail運用AJAX，建立了一個良好的使用者界面，速度上比起傳統的Webmail快很多。如果瀏覽器不支援AJAX，Gmail也有提供不含AJAX的基本介面。

#### 收件箱标签页
Google于2013年5月推出的更新添加了分类用户邮件的收件箱标签页功能，共有5个标签页：主要、社交、推广、动态和论坛。用户可以根据需要关闭更新回到传统的收件箱界面。

#### 2011年更新
2011年11月，Google推出了更加简洁的新Gmail界面设计。这次Gmail界面更新是Google对其数个产品和服务的界面风格更新的一部分。新界面使用了极简主义风格，使Google的跨产品界面体验更具一致性。更新还提供了新功能：邮件对话视图、调整界面显示密度的选项、新的高清主题、可调整尺寸的导航栏和改进的搜索功能。用户在更新正式发布数月前就可以使用新界面，同时也可以回到旧界面。2012年3月，Google关闭了返回旧界面的选项，完成了对所有用户向新界面的迁移。

#### 2018年更新
Google于2018年4月推出了新版Gmail Web用户界面，所有用户都可以选择是否使用新版界面。新界面的设计风格基于Google的Material Design 2，同时界面字体改成了Product Sans。此次更新还带来了包括允许发送者为敏感邮件设置期限或是撤回邮件的保密模式、权限管理和两步验证等在内的诸多新功能。

### Gmail实验室
2008年6月5日推出的Gmail实验室功能让用户能够试用新的或是实验性的Gmail特性。实验室提供的功能是可选的，同时提供反馈渠道，使得工程师可以获得用户对新特性的意见来做出改进并了解功能的流行程度。
类似“撤销发送”这样受欢迎的特性，通常会从实验室中“毕业”成为Gmail的正式特性。
所有实验室提供的特性都是实验性的，并且随时可能关闭。

### 搜索
Gmail包含一个用于搜索邮件的搜索框。搜索框也能从通讯录、Google Drive里的文件、Google日历里的日程以及Google协作平台中搜索。
2012年5月，Gmail为了让自动补全功能可以从用户邮件中预判补全内容增强了搜索能力。
Gmail的搜索功能不支持子字符串搜索（比如搜索“report”时结果中不包含“reports”或是“reported”），但有解决方法。

### 归档
归档可說是Gmail除標籤外另一個最大特色，把郵件從收件箱隱藏，但能在郵件搜尋和「所有郵件」中找回。

### 會話群組
Gmail可自動把一系列的郵件整合成一「會話群組」，這樣就能方便使用者看回早前郵件的內容，不用花費時間找回早前其他的回覆。如回覆郵件包含引用早前郵件的內容，Gmail更會預先隱藏，讓使用者選擇是否要觀看。

### 拼寫檢查
在Gmail撰寫郵件時，可以選擇讓Gmail檢查拼字。用戶要先按下檢查拼字的按鈕，它才會檢查錯字，而不會隨用戶一邊打字而一邊檢查。假如有錯字，它會將錯字劃上底線，並以紅色表示。當用戶在錯字上按下時，就可以選擇程式判別出來的正確串法來修正，或選擇編輯該字，或忽略該錯字（有時候拼寫可能是正確的，但並沒有被收入字庫）。而拼寫檢查目前不支援中文。不過，部份瀏覽器已附有拼字檢查，用戶未必需要此功能。

### 地址自动完成
一个同Yahoo! Mail、Hotmail提供的自动地址功能一样的自动工具，打入首几个字，会自动在下面显示曾经联络过的人们的名字以供选择。在Mozilla Thunderbird和Outlook等流行的电子邮件客户端软件裡早已经提供这种功能。

### 快捷键
Gmail利用Javascript定義了一些快捷鍵，讓用戶可以直接以鍵盤進行某些操作，提高效率。在光标不在输入框的情况下，按下“？”键就能显示出来快捷键。

### 自動儲存
Gmail會在你撰寫信件時自動儲存信件內容於草稿中，避免使用者因為當機或網路問題而失去正在撰寫的郵件內容。
但是會造成在線上編寫不正常，尤其是搭配注音輸入法，因為自動儲存會自動將游標指向本行第一行，所以在注音選字就會造成亂跳動。

### 通讯录
提供强大的通讯录管理功能，可以从outlook和Yahoo等电子邮件通讯录以CSV文件导入，以及从通讯录导出形成CSV文件（目前仅英文（美國）语言版本）。并且会根据联系频率显示常用联系人和所有联系人，基于会话管理方式，所有往来于用户与联系人之间的邮件自动集成会话，邮件管理一目了然。

### 過濾器
過濾器（Filter）亦名篩選器，可以根據收件人、寄件人、主題、有否附件等條件，自動為郵件執行封存、刪除、套用標籤等功能。

### 在线聊天
2006年2月，Gmail开始了与聊天软件Google Talk的整合。用户可以WEB方式登錄Gmail，利用Quick Contacts直接与Google Talk中的好友进行单对单的文字聊天，而不需要安装任何专门的辅助软件。聊天记录（包括Google Talk软件的聊天记录）可以根据用户需求，自动保存在Gmail邮箱中的交談（Chats）文件夹裡。
2007年11月，Gmail增加了群聊和部分表情图标。
2008年11月，Gmail新增语音和视频聊天功能。

### 整合Google日曆
當Gmail發現在郵件內容中出現日期、時間、地點等資料時，它便會在介面的右邊顯示月曆圖示，並問你是否想把這事項加進Google Calendar之內。

### 整合Docs & Spreadsheets
Gmail附件中的.doc、.pdf、.docx、.xls、.xlsx文件可以直接用Google文件打开。

### 整合Google Voice
瀏覽器安裝插件後可以在Gmail使用Google Voice功能，提供IP電話及即時通訊服務。

### 无线访问
使用「大多数具有网络功能的手机及拥有无线数据服务的设备」可以访问移动版的Gmail，实现收信，写信，添加标签等功能。

### 分身账号
Gmail支持基于半角句号划分产生的分身账号，如果用户注册了不带半角句号的Gmail账户，用户可以在Gmail电子邮件地址用户名部分的任意字符间添加半角句号作为新的Gmail电子邮件地址，发送到这些地址的邮件都会归并到用户原始的注册邮箱，其他用户也不能注册这些地址作为新的Gmail账户。

### 支持非拉丁字元郵箱地址
2014年8月5日谷歌宣布Gmail支持非拉丁字符的邮箱地址，用户可以使用Gmail邮箱与包含非拉丁字符（例如汉字）邮箱地址互相通信。

## 使用系统要求
以下是Gmail官方列出的手机使用Gmail的系统要求。
- 要以手機访问Gmail移动版，需要满足以下最低要求：
  - 网络浏览器需要与XHTML兼容。可瀏覽www.google.com/xhtml并執行搜索，如果没有搜索成功，则浏览器可能无法与XHTML兼容。
  - 网络浏览器需启用cookie，且移动网络也应允许设置cookie。通常能在手机的浏览器设置中找到cookie设置。需要确定所使用的移动网络提供商允许在其网络中使用cookie。
  - 手机网络还需要允许传输安全SSL业务。需要确定所使用的移动网络提供商允许在其网络中使用SSL。

Google曾推出過手机使用的Java版Gmail。用户可以通过用手机访问gmail.com/app免费得到，这款Java邮件程序兼容任何支持Java的手机，以此直接登录Gmail，而不像从前那样还需要打开浏览器，输入网址等等。用户可以一键呼叫发信人，并支持普通版本分类搜索等通常功能，甚至还可在手机屏幕上全屏浏览附件。

## 平台

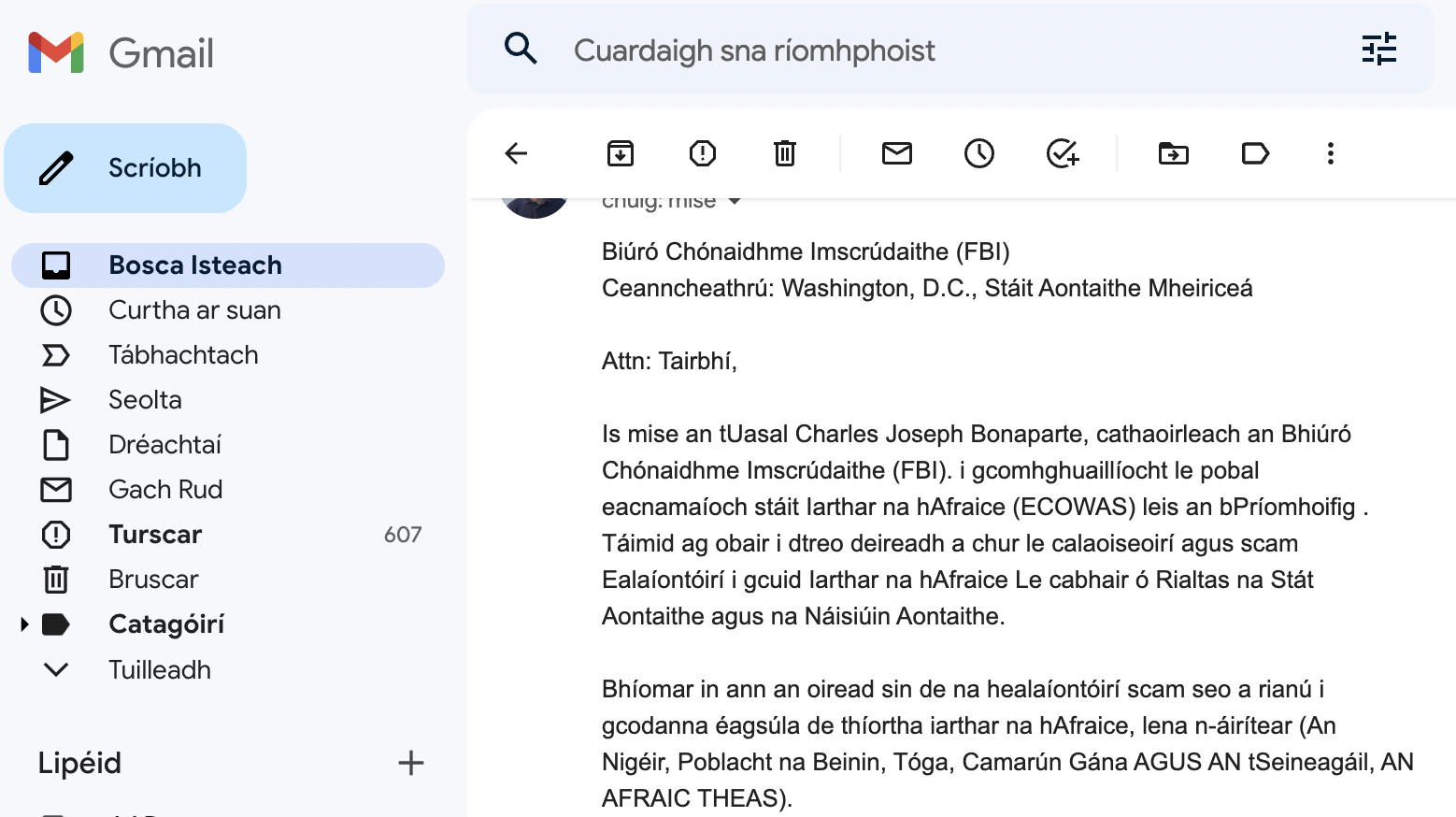
Gmail的界面（此为爱尔兰语的界面，显示的为一封钓鱼邮件）

### Web浏览器
Gmail的“基本HTML”界面在绝大多数浏览器上都能使用，而现代化的AJAX界面则是持续更新以支持当前和近期版本的Google Chrome、Mozilla Firefox、Internet Explorer、Microsoft Edge和Safari。
2011年8月，Google推出了称作Gmail离线版的HTML5应用，可在离线时使用。Gmail离线版在Google Chrome浏览器下运行，可在Chrome Web Store下载。
除了iOS和Android的原生应用外，用户也可以在移动设备上用Web浏览器使用Gmail。

### 移动端
Gmail提供了iOS设备（包括iPhone、iPad和iPod Touch）和Android设备的原生应用。
2014年11月，Google为Gmail的Android应用添加了以POP或IMAP协议收发非Gmail邮件服务的功能（比如Yahoo! Mail和Outlook.com）。
2016年11月，Google对Gmail的iOS客户端进行了“近四年来”的首次重大更新。此次更新添加了更丰富的色彩元素、优雅的过渡效果，还带来了包括撤销发送、更快的立即显示结果并能检查拼写的搜索功能以及滑动归档/删除在内的几项用户“期盼已久”的特性。
2017年5月，Google更新了Gmail的Android客户端来防止钓鱼攻击。媒体注意到就在同一天出现了针对Google Docs和Gmail的大规模钓鱼攻击。
5月下旬，Google发布了Android和iOS Gmail客户端上的“智能回复”特性。智能回复本是Google的Inbox by Gmail服务提供的特性，通过搜索消息相关的信息和人工智能技术来提供三条回信供用户编辑和回复。这项特性最初只支持英文，但西班牙文和其他语言的支持也在开发中。
由Gmail团队推出的另一个应用Inbox by Gmail也可在iOS和Android设备上使用。
第三方程序可以通过POP或IMAP收发Gmail。

## 影響
由於Gmail推出之初就有著龐大的儲存空間，令當時一些主要的收費電郵服務供應商處於一個非常尷尬的狀態，因為他們提供的付費服務的信件容量比免費的Gmail更小。結果，Gmail的出現迫使無論是免費還是付費的電郵服務供應商，均紛紛增加其信件容量。
在Gmail推出后不久後，众多网站也宣布提供1GB的电子邮件服务。
2004年6月15日，雅虎将它的免费用户的容量提升至100 MB，又在7月27日零点之前推出容量为250MB的免费邮箱（簡體中文版更可享用1GB的郵箱）。付费用户的容量则全部升至1GB（日本則為3GB），连界面也有所改变。2005年5月1日起，雅虎香港的繁體中文版、美加版、澳洲版、紐西蘭版及韓國版的用戶亦可享用免費的1GB郵箱。之後雅虎又在2007年把信箱容量調整成無上限。
微软则在2004年年底将Hotmail美国免费用户的信箱容量则增加至250MB，付费用户的信箱容量增至2GB，不過其他國家和地區的Hotmail的容量並沒有隨之增加。然而，自從有留學生發覺可以透過更改地址而提早享用更大容量的郵箱之後，引起其他人爭相效仿。這使微软感到困擾，結果把服務提早開放。微軟在2007年把容量增加到5G，之后又进一步增加，现在为25G。

## 用戶個資洩漏疑問
2018年，《華爾街日報》採訪25個現職和離職的程式開發商與員工，發現Google容許第三方App開發商掃瞄用戶的電郵，這些用戶曾註冊過用以Gmail帳號提供的購物價格資訊、自助旅遊行程以及其他程式，而開發商及其員工獲授權打開信件的目的，只為研發出的新功能。Google則表示他們只會向通過審核的外部開發商提供用戶的個人資料，而且這些開發商必須取得用戶明確同意，才有郵件存取權限，程式開發商也被禁止製作用戶個資副本，Google員工只有在用戶要求並獲許可的特殊情況下，例如調查程式錯誤或違規，才會人工閱覽用戶郵件。
報道刊登後數天，Google於其官方部落格回應稱，Google設有一套嚴格、多階段的審查流程來確保企業及消費者隱私，其第三方授權僅為了令客戶可以更方便的使用服務。

## 封锁

### 伊朗
2010年2月11日，伊朗政府宣布將永久阻擋在其國內連線使用Gmail服務，宣稱是反對派利用Gmail作為反對派成員的聯絡工具，反對政府及發起示威活動。但計劃並沒有實施。

### 中国大陆
- 2010年3月，Google因不满中华人民共和国政府攻击和入侵Gmail，宣布关闭中国大陸服务器上网页搜索等服务，并且开始强制全球所有Gmail用户默认打开Https（SSL，443端口）加密连接，以减少帐号被入侵的机会。由于Https具有加密防窃听的功能，并且可以防止防火长城的监视和过滤，当局开始长时间封锁大部分Google服务的443端口（如Google文件、Google网上论坛和加密搜索等）。不过由于Gmail在中国大陆使用者众多，长时间封锁会造成Gmail完全无法直接访问，为此从2011年3月起，按时段对www.google.com（登录用户时需此域名验证）和mail.google.com服务器的443端口实施自动封锁，具体是每10到15分钟可以连通，接着断开，10到15分钟后再连通，再断开，如此循环，令中国大陆用户和Google主机之间的连接出现间歇性中断。由于网页版Gtalk也是利用加密功能进行通讯，故此服务一样会间歇性中断[55]。另外，所有需要用户验证的Google服务也一样出现经常不能登录的情况。

- 2011年3月11日，Google在官方博客的一篇文章指出，已注意到有些针对Google用户的“高度针对性和显然带有政治动机的攻击”，Google相信或许是针对活动人士，文中并未指明哪些活动人士，或者攻击来自哪里[56]。

- 2011年3月21日，Google指控中国当局干扰其在中国的电子邮件服务Gmail。法新社报道，Google的声明指出，他们经过详细的检查，沒有发现Gmail存在问题，相信是由於中国拦截电邮导致出现问题，而这次的封锁手法比以往高明，因为Gmail并非被完全阻断，这令问题看上去好像出自Google本身。Google发言人说，从1月底起就陆续开始有中国用户抱怨Gmail和里面的Gtalk服務经常断断续续[57]。《纽约时报》报道，记者20日致电中国外交部，但未获得即时回应[58][59]。3月22日，中国外交部发言人姜瑜在例行记者会上表示“这是不能接受的指控”，声称“不能接受谷歌对中国干扰其电子邮件服务的指控”[60]。

- 2014年5月27日起，Google所有網頁版（HTTP和HTTPS协议）產品皆被封鎖（使用google.cn域名的地圖和翻譯產品除外），其中包括Gmail[61]。

- 2014年12月25日，由於Google大批IP被路由封鎖，故之前仍然能透過Outlook等客戶端使用Gmail方法亦告失效。这些客户端同步邮件时，使用的IMAP、SMTP、POP3协议[62]。Google《透明度报告》中的流量监控也显示自25日起，Gmail在中国的流量降至零。Google的发言人表示，经过检查之后发现Google本身“没有任何问题”[63][64][65]。而中国外交部在新闻发布会上声称，对此情况“不了解”。[66]同年12月30日，中国大陆解封通过IMAP、SMTP、POP3协议建立到Gmail服务器的连接[67]，但是网页版Gmail至今仍无法访问。

## 用户资格
用户的来源主要有三种。由2004年3月21日开始，约一千名Google员工及其亲友开始测试。由4月25日开始，在Google旗下Blogger.com（页面存档备份，存于）的活跃使用者会收到邀请，参与测试。Gmail使用者会不定期收到Google给予的邀请权，可邀请其他人使用Gmail。
Gmail邀请开始成为一种商品，可以在拍卖网站找到其踪迹，甚至出现不少提供以物易Gmail邀请平台的网站。各种交换Gmail的圈子亦如雨后春笋地出现。但是，Google严令禁止这种活动。
2005年2月初，Google开始大量地向Gmail使用者发放邀请权，通常每个使用者都会拥有50-100个Gmail邀请权，用掉一些后，不久，Google会再次将邀请权的数量补充至50或100个。同时简化了发送邀请函的方式，只需输入一个E-mail地址就可以将邀请函发出，而在这之前还必须提供First name和Last name。这使得Gmail邀请更容易被得到。但可能是因出於资源问题，Google曾经暂时限制邀请数量。
2007年2月14日，Gmail向全球开始开放注册，在此之前已經向一些用户较少的国家和地区如日本、新西兰、香港等开放注册，而对美国则可以通过移动电话登记注册。